# SOI

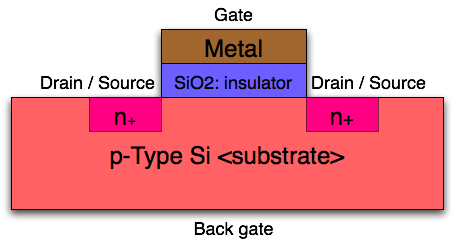
従来のMOSFETの構造

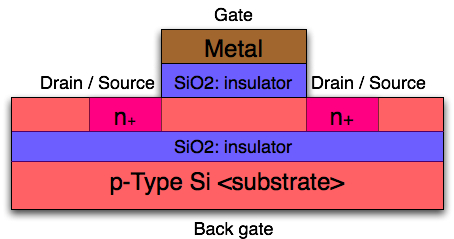
SOIを用いたMOSFETの構造

SOI (Silicon on Insulator) は、CMOS LSIの高速性・低消費電力化を向上させる技術である。
従来の集積回路上のMOSFETは、素子間分離をPN接合の逆バイアスによって形成するが、寄生ダイオードやサブストレートとの間に浮遊容量が生じ、信号の遅延やサブストレートへのリーク電流が発生していた。この浮遊容量を低減するため、MOSFETのチャネルの下に絶縁膜を形成し、浮遊容量を減らしたものがSOIである。また、このような絶縁膜を内包したウエハをSOIウエハと呼び、従来のウエハはSOIウエハと区別するためにバルクシリコン（バルクウエハ）と呼ばれる場合がある。
浮遊容量はCMOSのMOSFETに対して、スイッチング時の遅延/電流を増加させる要因であるため、浮遊容量の低減は高速度化/低消費電力化の両方の面で有利になる。
また2次元的な素子間分離にもpn接合の逆方向バイアスによるものではなく、素子下の絶縁膜と結合させた絶縁材を形成することで、完全に分離されたMOSFETを構成できるようにしている。この場合、寄生ダイオードによって意図せず生成されるバイポーラトランジスタを抑制することができ、素子間の浮遊容量/リーク電流を低減することができる。また素子間分離のためのウェルも小さくできるため、PMOS-NMOS間の距離を小さくでき、配置密度を高めることができる。
SOIウエハの製造法は、SIMOX(Separation by IMplantation of OXygen)方式と張り合わせ方式の2種類がある。SIMOX方式はIBMが中心となって開発した技術で、酸素分子をイオン注入によりシリコン結晶表面から埋め込み、それを高熱で酸化させることでシリコン結晶中に酸化シリコンの絶縁膜を形成する。現在ではSIMOX方式よりさらに表面特性の優れたSmartCut方式が主流になっている。これは、バルクウエハの表面に酸化膜を形成したのちもう一枚の加工されていないバルクウエハと表面同士で貼り合わせ、先のウエハを剥離して作成するものである。剥離厚は酸化膜より深部に事前に注入された水素イオンの表面からの距離によって制御され、剥離面は化学機械研磨(CMP)により表面仕上げされる。SOIウエハの製造コストは、バルクシリコンのウエハに比べ工程が増えるためその分高価になる。
基板側に浮遊容量を持たないSOIウエハーは、当初はその低消費電力性を生かした時計用に用いられたが、後に高速性を生かして先端プロセッサにも採用されるようになった。
SOIウエハーには、縁膜上の単結晶シリコン部（ボディと呼ばれる）が非常に薄くて動作時には完全に空乏化するFDSOI(Fully Depleted SOI)と、比較的ボディ部が厚いPDFSOI(Partially Depleted SOI)の2通りがあり、場合によって使い分けられている。

## SOIウエハで製造されたプロセッサ製品
- Athlon 64
- POWER5／POWER6
- PowerPC G3(750FX以降)
- PowerPC G4(7455以降)
- PowerPC G5
- Cell(プレイステーション3のCPU)
- PX(Xbox 360のCPU)
- BroadWay(WiiのCPU)